# Assemblea Constitucional de Letònia
L'Assemblea Constitucional de Letònia (en letó: Satversmes sapulce) va ser el cos legislatiu escollit per primera vegada a Letònia. La seva tasca principal va ser la creació de la Constitució de Letònia - Satversme, que encara vigeix. El president de l'Assemblea va ser Jānis Čakste, que més tard es va convertir en el primer president de la República de Letònia independent. La institució va funcionar fins al 7 de novembre de 1922.

## Elecció a l'Assemblea
El dret de Letònia a la lliure determinació es va portar a terme l'abril de 1920, quan el poble de Letònia va atorgar el seu mandat a l'Assemblea Constituent escollida per sufragi universal.
Les eleccions es van celebrar el 17 i 18 d'abril de 1920, i van votar el 84,9% dels que tenien dret de vot (677.084 persones). Van ser nominades 57 llistes de candidats que cobrien 5 districtes electorals, i 16 de les llistes van obtenir escons a l'Assemblea. Cent cinquanta membres, entre ells cinc dones, van ser escollits en total. La majoria dels representants els van rebre el Partit dels Partit Socialdemòcrata Obrer Letó (LSDSP) amb 57 escons, Unió d'Agricultors Letons (LZS) amb 26 escons i el Partit d'Agricultors Letons amb 17 escons. La resta dels representants es va repartir entre el Partit Alemany de Letònia, la Unió Democràtica, el Partit Polonès de Letònia, el Partit dels Treballadors i d'altres.
La primera reunió de l'Assemblea es va realitzar l'1 de maig de 1920, a Riga, a la Casa de la Corporació Livoniana. L'Assemblea Constituent va redactar la llei bàsica de l'Estat -Satversme-, així com d'altres lleis. Es va aprovar una llei de reforma agrària, una sobre l'elecció del Saeima (Parlament), i d'altres lleis. L'Assemblea Constituent tenia vint-i-una comissions permanents. Va celebrar 213 sessions plenàries, va aprovar 205 lleis i 291 normatives amb força de llei.